# Pic Coolidge
Le pic Coolidge, culminant à 3 775 mètres d'altitude, est un sommet du massif des Écrins, situé à cheval entre les départements de l'Isère et des Hautes-Alpes.

## Toponymie
Il porte le nom de William Auguste Coolidge, premier alpiniste à en avoir réalisé l'ascension. Auparavant, le sommet se nommait pointe des Verges.

## Géographie

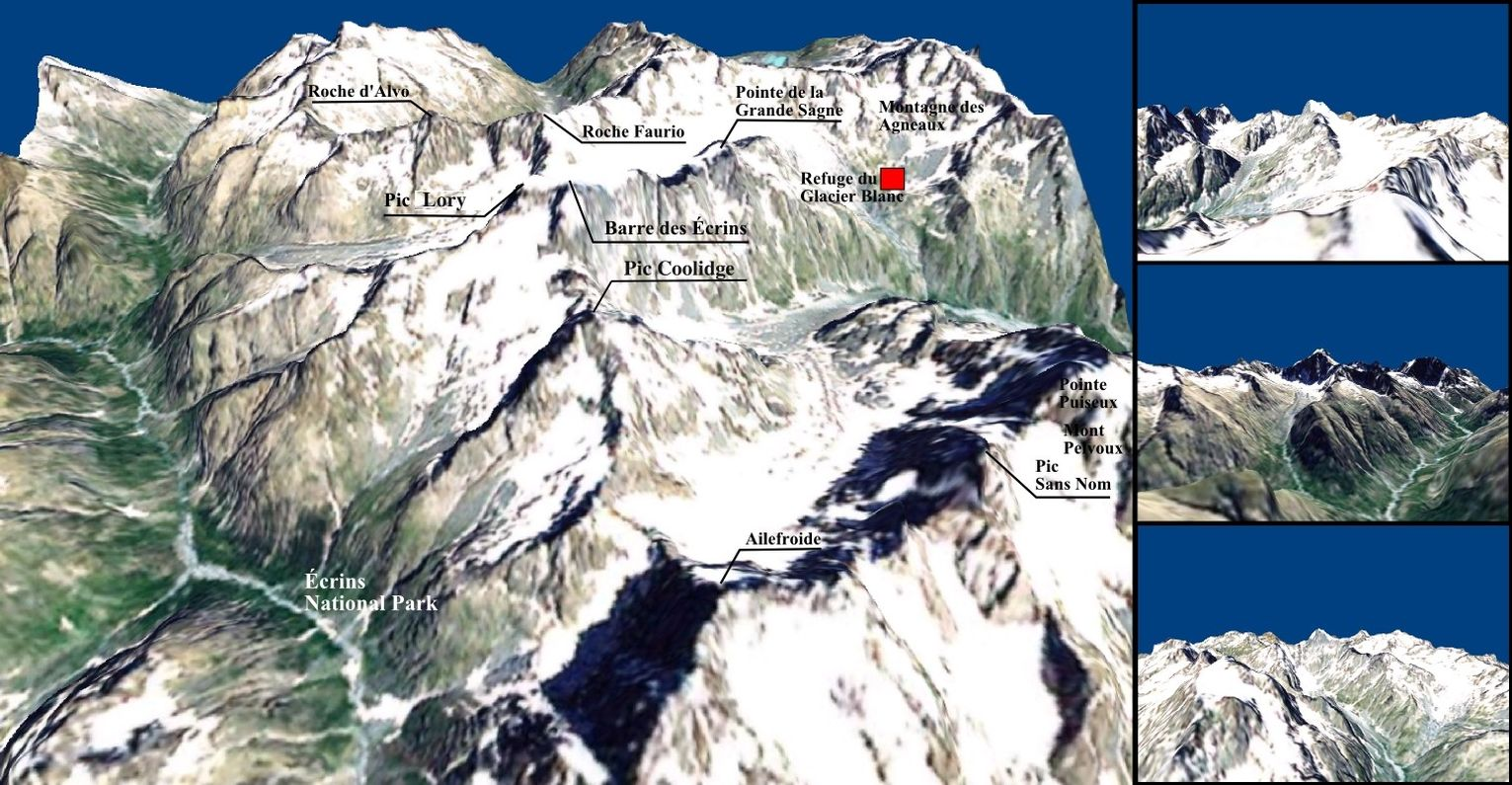
Représentation en trois dimensions de la barre des Écrins avec le pic Coolidge.

Le pic Coolidge se trouve sur la ligne de crête de la Barre des Écrins et du Fifre au nord et du pic de la Temple au sud. Le col de la Temple, lieu de passage séculaire entre la vallée du Vénéon et la vallée de la Vallouise, sépare le pic Coolidge du pic de la Temple. 
Le pic Coolidge surplombe à l'est le glacier Noir et au sud le glacier de la Temple. 
Sur son versant sud-est, une couche de granite à grains fins est limitée par deux failles la séparant des gneiss des contreforts est et ouest. À cela s'ajoutent des gneiss amphiboliques le long du haut de la crête sud-sud-est.

## Première ascension
- 14 juillet 1877 : arête sud par William Coolidge et les guides de Grindelwald ,Christian Almer et son fils Ulrich Almer[5]. Ils ont réalisé l'ascension par une voie différente de la voie normale actuelle.
- 5 juillet 1955 : face nord-est par Walter Bonatti et Mlle. L. Bizzari.

## Alpinisme

### Voies
- Arête sud - voie normale (F).
- Face nord-est (D).
- Arête est intégrale (AD).
- Face sud (AD).

### Accès
- Refuge Temple-Écrins (2 410 m).
- Refuge du Carrelet (1 908 m).
- Refuge Cézanne (1 874 m).